# Айльслєбен
Айльслебен (нім. Eilsleben) — громада в Німеччині, розташована в землі Саксонія-Ангальт. Входить до складу району Берде. Складова частина об'єднання громад Обере-Аллер.
Площа — 55,61 км2. Населення становить 3706 ос. (станом на 31 грудня 2021).

## Галерея

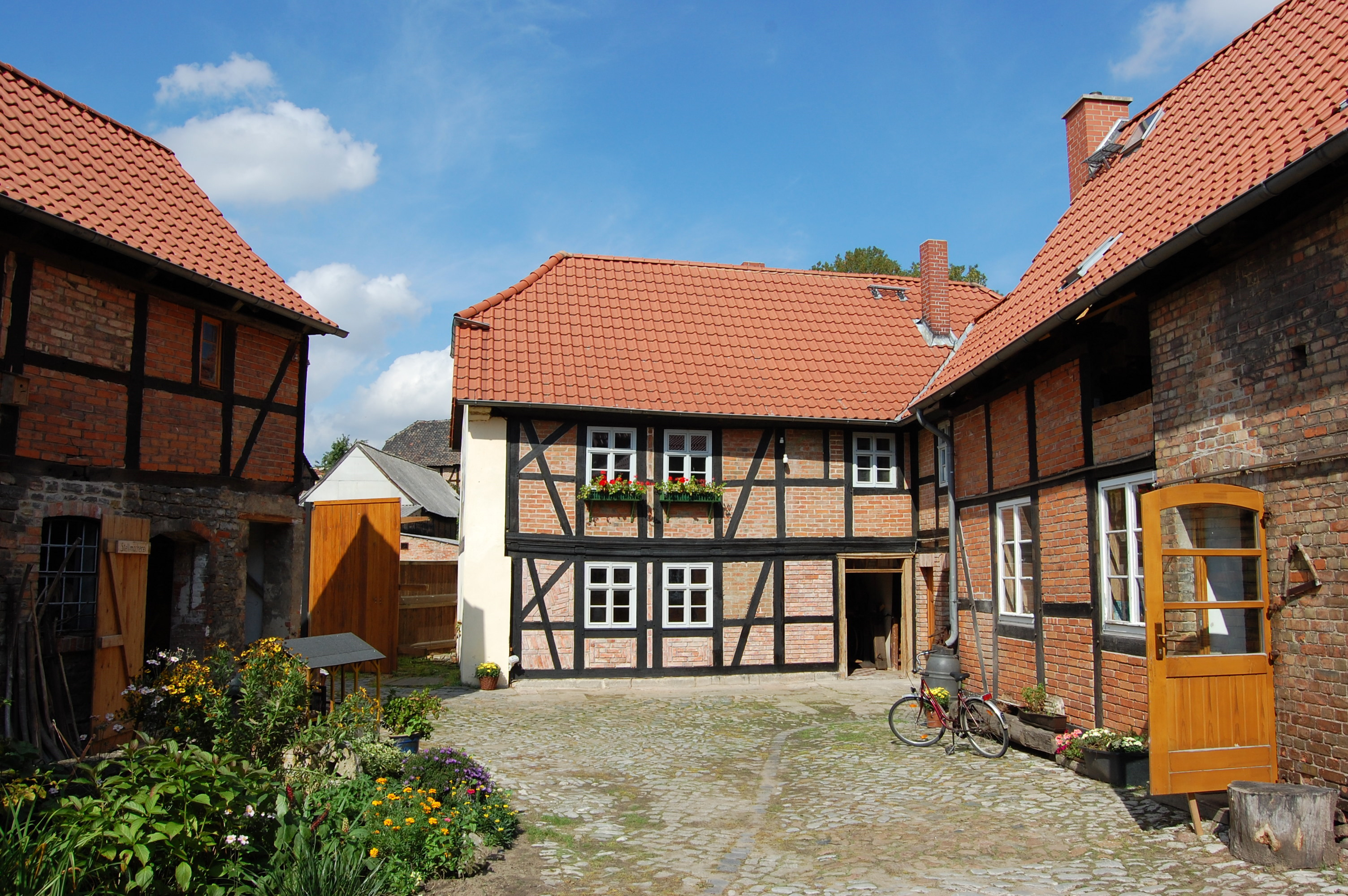
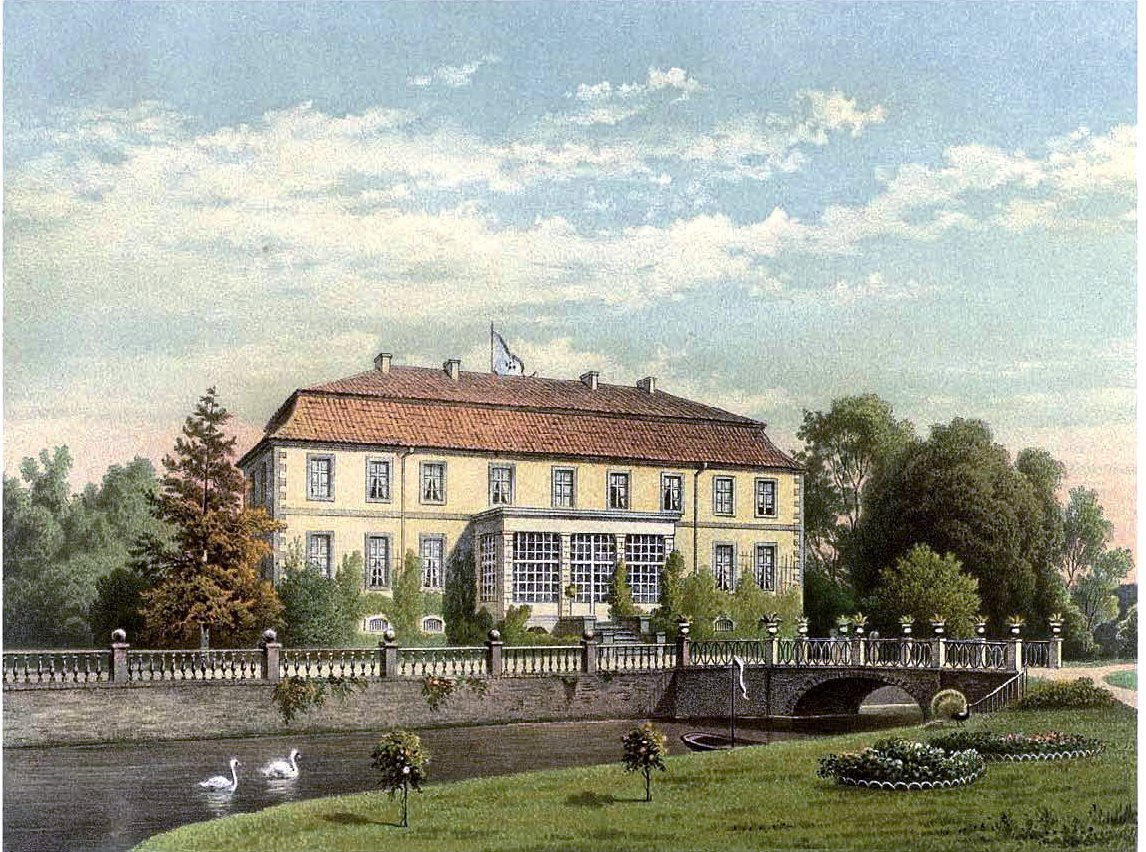